# 10،000 ساعة
«10،000 آورز» (بالإنجليزية: 10,000 Hours)‏ (بالعربية: 10000 ساعة) هي أغنية من قبل الفريق الغنائي الأمريكي دان + شاي والمغني الكندي جاستن بيبر من ألبوم الفرقة الإستديو الرابع القادم. تم إصدارها في 4 أكتوبر 2019 بعد حفل زفاف بيبر وهيلي بالدوين بـ4 أيام في 30 سبتمبر 2019، في كارولاينا الجنوبية. يتعهد بيبر في الأغنية لزوجته. تمت كتابتها بواسطة شاي موني ودان سميرس وجاستن بيبر، وتم إنتاجها بواسطة سميرس فحسب. أحتلت الأغنية المرتبة الرابعة في بيلبورد هوت 100 بالولايات المتحدة، وأصبحت أعلي أغنية كانتري ليست في العطلة ترسيما في لائحة بيلبورد ستريمنغ سونغز في تاريخ تلك اللائحة.